# HTC Touch HD
HTC Touch HD, còn có tên là HTC T8282 hoặc HTC Blackstone, là một PDA cao cấp, có kèm các tính năng của điện thoại di động 3G, máy nghe nhạc, máy chụp hình, máy xem phim, máy thu sóng GPS, máy radio FM,...
Touch HD là một thành viên trong dòng sản phẩm HTC Touch, được thiết kế và sản xuất bởi tập đoàn HTC của Đài Loan, có mặt trên thị trường từ tháng 11 năm 2008. Các tính năng nổi bật của nó là màn hình cảm ứng lớn về kích thước (3.8") lẫn độ phân giải (WVGA, 480x800), giao diện TouchFLO 3D, camera 5 megapixel tiêu cự tự động, bộ cảm ứng gia tốc, các nút điều khiển bằng cảm ứng. Tuy nhiên nó không có bàn phím QWERTY trượt ngang như Touch Pro, không có nút chụp hình riêng biệt, không có đèn flash, không có nút điều khiển D-Pad.

## Đặc tính kỹ thuật
Các thông số dưới đây được rút ra từ trang web của HTC, chúng có thể được HTC thay đổi theo thời gian.
- Kích thước màn hình: 3,8 in (97 mm)
- Độ phân giải: WVGA (480x800 pixels), dot-pitch 0.1083 mm
- Chế độ nhập liệu: màn hình cảm ứng, các nút bấm cảm ứng
- Dung lượng pin: 1350 mAh
- Thời gian đàm thoại: 310 phút với GSM, 390 phút với WCDMA
- Thời gian chờ: 390 giờ với GSM, 450 giờ với WCDMA
- Thời gian cho cuộc gọi video: 120 giờ
- Camera chính: 5 megapixel tiêu tự tự động phía sau máy; C
- Camera phụ: VGA (640x480 pixels) dùng cảm biến hình ảnh CMOS ở phía trước máy cho cuộc gọi video
- Quay phim: QVGA (320x240 pixels)
- GPS, có hỗ trợ A-GPS
- Bộ vi xử lý ARM MSM 7201A 528 MHz của Qualcomm
- RAM: 288 MB
- ROM: 512 MB
- Khe cắm thẻ nhớ microSD (có sẵn thẻ nhớ 8 GB theo máy, hỗ trợ tối đa 32 GB)
- Hệ điều hành: Windows Mobile 6.1 Professional
- 4 băng GSM/GPRS/EDGE (GSM 850, GSM 900, GSM 1800, GSM 1900])
- 2 băng UMTS/HSDPA(3.5G)/HSUPA (TMTS 900, UMTS 2100)
- Wi-Fi (802.11b/g)
- Bluetooth 2.0
- Kích thước: chiều dài 115 mm, chiều rộng 62.8 mm, chiều dày 12 mm
- Khối lượng: 146.4 g (cả pin)
- Thể tích: 86.7 cc
- Mini USB (HTC ExtUSB)
- Lỗ cắm tai nghe 3.5 mm
- đài FM
- Trình duyệt web Opera Mobile 9.5

## Các nguồn tham khảo
- GSM Arena

## Các liên kết bên ngoài
- HTC Product Page
- US FCC Documentation Lưu trữ ngày 29 tháng 11 năm 2013 tại archive.today